# Fismes
Fismes és un municipi francès, situat al departament del Marne i a la regió del Gran Est. L'any 2007 tenia 5.344 habitants.

## Demografia

### Població
El 2007 la població de fet de Fismes era de 5.344 persones. Hi havia 2.057 famílies, de les quals 613 eren unipersonals (255 homes vivint sols i 358 dones vivint soles), 572 parelles sense fills, 719 parelles amb fills i 153 famílies monoparentals amb fills.
La població ha evolucionat segons el següent gràfic:
Habitants censats

### Habitatges
El 2007 hi havia 2.230 habitatges, 2.099 eren l'habitatge principal de la família, 22 eren segones residències i 109 estaven desocupats. 1.632 eren cases i 587 eren apartaments. Dels 2.099 habitatges principals, 1.002 estaven ocupats pels seus propietaris, 1.061 estaven llogats i ocupats pels llogaters i 36 estaven cedits a títol gratuït; 32 tenien una cambra, 180 en tenien dues, 427 en tenien tres, 599 en tenien quatre i 861 en tenien cinc o més. 1.502 habitatges disposaven pel capbaix d'una plaça de pàrquing. A 1.013 habitatges hi havia un automòbil i a 700 n'hi havia dos o més.

### Piràmide de població
La piràmide de població per edats i sexe el 2009 era:
| Homes | Edats   | Dones |
| ----- | ------- | ----- |
| 0     | 95 o +  | 24    |
| 4     | 90 a 94 | 60    |
| 28    | 85 a 89 | 92    |
| 20    | 80 a 84 | 64    |
| 60    | 75 a 79 | 104   |
| 92    | 70 a 74 | 148   |
| 116   | 65 a 69 | 136   |
| 112   | 60 a 64 | 88    |
| 92    | 55 a 59 | 100   |
| 176   | 50 a 54 | 172   |
| 188   | 45 a 49 | 152   |
| 204   | 40 a 44 | 252   |
| 184   | 35 a 39 | 140   |
| 212   | 30 a 34 | 192   |
| 116   | 25 a 29 | 168   |
| 188   | 20 a 24 | 108   |
| 220   | 15 a 19 | 220   |
| 196   | 10 a 14 | 236   |
| 192   | 5 a 9   | 140   |
| 116   | 0 a 4   | 128   |

## Economia
El 2007 la població en edat de treballar era de 3.391 persones, 2.420 eren actives i 971 eren inactives. De les 2.420 persones actives 2.076 estaven ocupades (1.154 homes i 922 dones) i 343 estaven aturades (166 homes i 177 dones). De les 971 persones inactives 248 estaven jubilades, 300 estaven estudiant i 423 estaven classificades com a «altres inactius».

### Ingressos
El 2009 a Fismes hi havia 2.134 unitats fiscals que integraven 5.173,5 persones, la mediana anual d'ingressos fiscals per persona era de 15.678 €.

### Activitats econòmiques
Dels 277 establiments que hi havia el 2007, 6 eren d'empreses extractives, 5 d'empreses alimentàries, 3 d'empreses de fabricació de material elèctric, 15 d'empreses de fabricació d'altres productes industrials, 28 d'empreses de construcció, 79 d'empreses de comerç i reparació d'automòbils, 8 d'empreses de transport, 17 d'empreses d'hostatgeria i restauració, 2 d'empreses d'informació i comunicació, 13 d'empreses financeres, 12 d'empreses immobiliàries, 27 d'empreses de serveis, 41 d'entitats de l'administració pública i 21 d'empreses classificades com a «altres activitats de serveis».
Dels 77 establiments de servei als particulars que hi havia el 2009, 2 eren oficines d'administració d'Hisenda pública, 1 gendarmeria, 1 oficina de correu, 4 oficines bancàries, 5 funeràries, 6 tallers de reparació d'automòbils i de material agrícola, 1 taller d'inspecció tècnica de vehicles, 1 autoescola, 4 paletes, 3 guixaires pintors, 7 fusteries, 7 lampisteries, 1 electricista, 1 empresa de construcció, 6 perruqueries, 3 veterinaris, 2 agències de treball temporal, 11 restaurants, 6 agències immobiliàries, 2 tintoreries i 3 salons de bellesa.
Dels 26 establiments comercials que hi havia el 2009, 4 eren supermercats, 2 grans superfícies de material de bricolatge, 1 una gran superfície de material de bricolatge, 1 una botiga de més de 120 m², 3 fleques, 2 carnisseries, 2 llibreries, 4 botigues de roba, 1 una botiga d'equipament de la llar, 2 drogueries, 1 una perfumeria i 3 floristeries.
L'any 2000 a Fismes hi havia 14 explotacions agrícoles que ocupaven un total de 847 hectàrees.

## Equipaments sanitaris i escolars
El 2009 hi havia 1 un hospital de tractaments de llarga durada, 1 psiquiàtric, 2 farmàcies i 2 ambulàncies.
El 2009 hi havia 1 escola maternal i 3 escoles elementals. Fismes disposava de 2 col·legis d'educació secundària amb 755 alumnes.

## Poblacions més properes
El següent diagrama mostra les poblacions més properes.